# Камеда Кокі
Камеда Кокі (яп. 亀田 興毅, англ. Kōki Kameda; 17 листопада 1986) — японський професійний боксер, перший японський чемпіон світу в трьох вагових категоріях; чемпіон за версією WBA (2006—2007) у першій найлегшій вазі, за версією WBC (2009—2010) у найлегшій вазі і за версією WBA (Regular) (2010—2013) у легшій вазі.
Кокі — старший брат Дайкі і Томокі, теж професійних боксерів.

## Професіональна кар'єра
Дебютував на профірингу 12 квітня 2003 року. 2 серпня 2006 року вийшов на бій проти чемпіона світу WBA у першій найлегшій вазі Хуана Хосе Ландаета (Венесуела) і здобув перемогу розділеним рішенням. У матчі-реванші 20 грудня 2006 року знову переміг венесуельця одностайним рішенням.
Перейшовши до наступної категорії і здобувши вісім перемог поспіль, 29 листопада 2009 року вийшов на бій проти чемпіона світу WBC у найлегшій вазі Наїто Дайсуке, який проводив добровільний захист, і здобув перемогу одностайним рішенням. 27 березня 2010 року в бою, в якому планувалася участь Наїто Дайсуке, Камеда Кокі програв рішенням більшості колишньому багаторічному чемпіону WBC у найлегшій вазі Понгсаклек Вонджонкам (Таїланд).
26 грудня 2010 року вийшов на бій за вакантний титул WBA у легшій вазі проти Александера Муньйоса (Венесуела) і виграв одностайним рішенням. Впродовж 2011—2013 років провів вісім успішних захистів титулу.
16 жовтня 2015 року вийшов на бій проти чемпіона WBA у другій найлегшій вазі Коно Кохеї, зазнав поразки одностайним рішенням і завершив кар'єру.